# Nyjni Vorota
Pour les articles homonymes, voir Vorota.
Nyjni Vorota (en ukrainien : Нижні Ворота) est un village dans les Montagnes des Carpates à l'ouest de l'Ukraine. La population est de 2 504 habitants

## Histoire
En 1880, la communauté juive était importante dans le village, ses membres étaient 545 (sur une population totale de 1 276 personnes). Avec l'occupation hongroise  mars 1939, les persécutions des juifs commencent. En 1941, des dizaines de Juifs du village sont contraints aux travaux forcés et à servir sur le front de l'est où la plupart sont morts. En août 1941, environ 80 juifs sans nationalité hongroise sont expulsés vers les Nazis occupant l'Ukraine, à Kamenets-Podolski et assassinés. Les Juifs restants, environ 500, sont déportés au camp d'extermination d'Auschwitz à la mi-mai 1944.